# A Búra alatt
A Búra alatt (Under the Dome) Stephen King amerikai író 2009-ben megjelent regénye.

## Cselekmény
|  | Alább a cselekmény részletei következnek! |

Egy valamikor 2012 utáni októberi reggelen hirtelen gyorsasággal láthatatlan búra ereszkedik a Maine államban található Chester's Mill nevű fiktív községre. Már ez a váratlan esemény is számos balesettel és katasztrófával jár, ám a mintegy háromezer lakos számára csak ezután kezdődnek az igazi megpróbáltatások. Teljes izolációba kerülnek ugyanis, a láthatatlan akadályt, erőteret sehogy sem lehet megsemmisíteni, sem belülről, sem kívülről. Gyenge légáramlatok átjutnak a búrán, de a patakok és folyók vize nem, így a lakosok szinte teljesen el vannak zárva a külvilágtól.
Mindennapi életük során azonban nem csak ezzel az akadállyal kell megküzdeniük, hanem teljesen hétköznapi eseményekkel is: bűnözéssel, gyilkosságokkal és politikusok hatalmi vágyaival, harcaival.
|  | Itt a vége a cselekmény részletezésének! |

## Érdekességek
A szerző a könyv alapjait a hetvenes évek végén és a nyolcvanas évek elején alkotta meg, de a mű akkoriban kétszeri nekifutásra is befejezetlen maradt. A két kísérlet a The Cannibals és az Under the Dome munkacímet viselte.
A könyv alaphelyzete hasonlóságot mutat A Simpson család – A film című 2007-es alkotással, amelyben az elnök parancsára a Környezetvédelmi Ügynökség hatalmas üvegbúrát helyez Springfieldre, így elzárva a lakosságot a külvilágtól. Annak érdekében, hogy King tisztázza a helyzetet, a könyv megjelenése után közzétette honlapján a hetvenes évek végén született kezdeményezését, amelyben már olvasható a későbbi alaphelyzet. Ezzel eloszlatta a plágium legcsekélyebb gyanúját is.
A Végítélet és az Az regények után – leszámítva A Setét Torony-sorozatot – ez az író harmadik leghosszabb műve (az amerikai kemény fedelű első kiadás 1074 oldalt számlál). A magyar nyelvű kiadás egy és két kötetben is megjelent.
A természetfölötti alaphelyzettől eltekintve a mű szinte teljes egészében nélkülözi a sci-fi- és horror-elemeket. Az író célja sokkal inkább egy kis, zárt közösség mindennapi életének és küzdelmeinek bemutatása. Emellett pedig - a regény magasabb szintjén - komoly társadalomkritikát fogalmaz meg a szerző, és azt a kérdést boncolgatja, milyen jövő várhat az emberiségre, ha nem változtat jelenlegi szokásain.

## Magyarul
- A búra alatt; ford. Szántó Judit; Európa, Bp., 2011
- A búra alatt; ford. Szántó Judit; Európa, Bp., 2022